# Tunel miłości

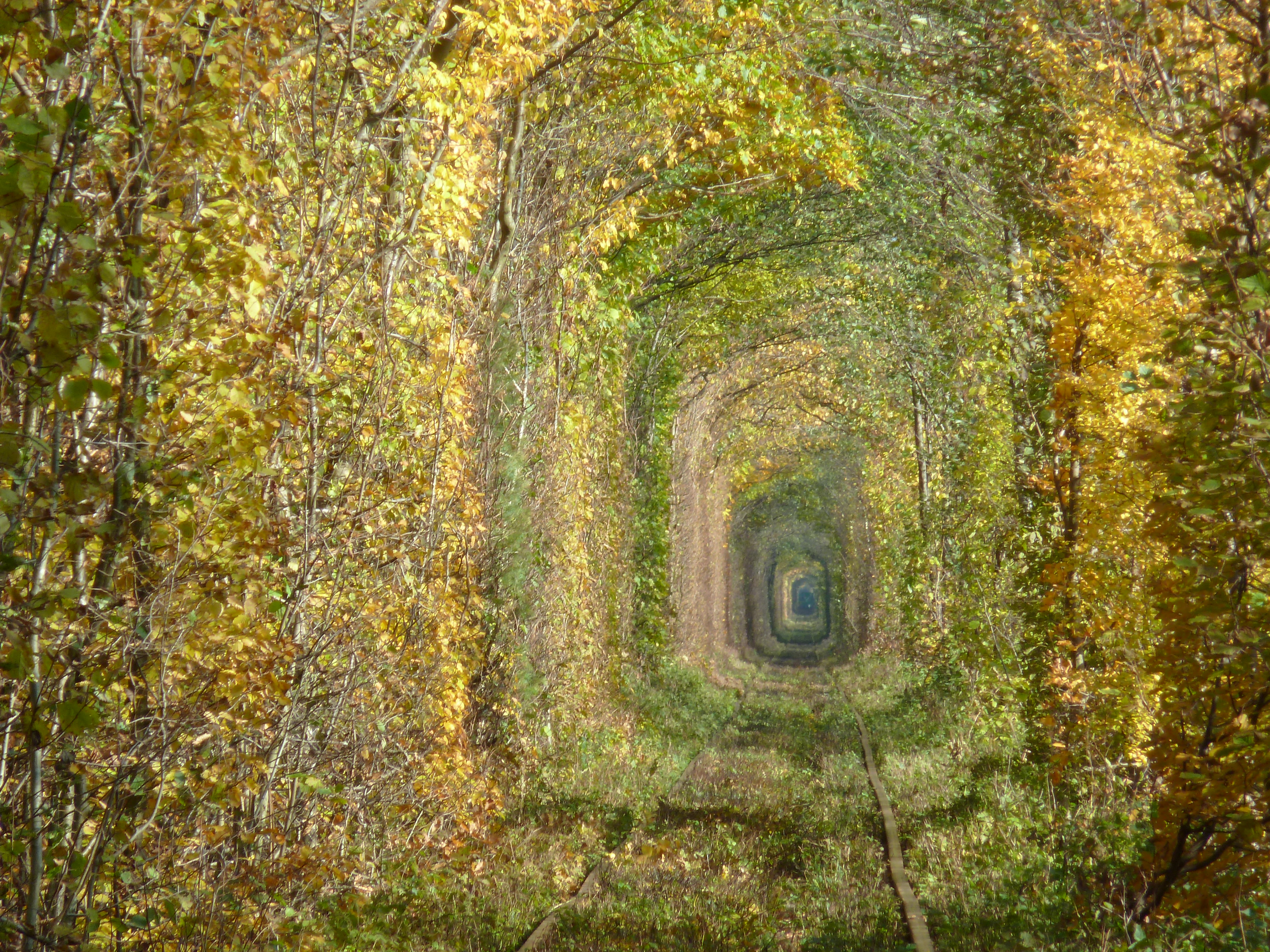
Tunel miłości niedaleko Klewania

Tunel miłości (ukr. Туне́ль Коха́ння) – odcinek linii kolejowej położony niedaleko Klewania na Ukrainie. Drzewa przy torach kolejowych utworzyły zamkniętą, łukowatą strukturę o długości 3 kilometrów. Jest to popularne miejsce na spacery zakochanych.